# Nicolas Anelka
Nicolas Anelka (sinh ngày 14 tháng 3 năm 1979) là một cựu cầu thủ bóng đá người Pháp chơi ở vị trí tiền đạo. Là một cầu thủ thường xuyên góp mặt trong đội tuyển quốc gia và thường ghi bàn vào những thời khắc quan trọng. Được biết đến với khả năng ghi bàn và kiến tạo, Anelka được mô tả là một cầu thủ đẳng cấp và nhanh nhẹn, có khả năng không chiến tốt, kỹ thuật, sút bóng và di chuyển không bóng, và có khả năng chơi cả ở vị trí trung phong và tiền đạo lùi.
Anelka được biết đến là một cầu thủ "du mục" do đã gắn bó với hơn mười đội bóng trong sự nghiệp thi đấu của mình. Anelka khởi nghiệp ở Paris Saint-Germain nhưng đã sớm chuyển sang Arsenal khi mới 18 tuổi. Anh thi đấu thăng hoa trong màu áo The Gunners và đoạt giải thưởng Cầu thủ trẻ xuất sắc nhất năm của PFA. Năm 1999, Anelka gia nhập Real Madrid với phí chuyển nhượng 22,3 triệu bảng, nhưng chỉ sau 1 mùa thi đấu ở Tây Ban Nha, anh hồi hương để trở lại khoác áo Paris Saint-Germain với giá 20 triệu bảng. Tuy nhiên, do phong độ kém, anh bị PSG cho mượn sang Liverpool, cuối mùa thì được Manchester City mua đứt. Anelka thi đấu tại Man City trong 3 năm, sau đó lại phiêu bạt sang Thổ Nhĩ Kỳ khoác áo Fenerbahçe chỉ trong 1 mùa giải. Năm 2006, anh trở lại Premier League, khoác áo Bolton Wanderers trong 2 năm.
Tháng 1 năm 2008, Anelka chuyển tới Chelsea từ với mức giá 15 triệu bảng Anh. Đây là câu lạc bộ mà Anelka đã có thời gian thi đấu lâu nhất - 4 mùa giải

## Sự nghiệp câu lạc bộ

### Paris Saint-Germain
Anelka gia nhập đội trẻ của PSG năm 16 tuổi và được đánh giá là một cầu thủ tiềm năng ở khả năng ghi bàn. Anh đã đặt bút ký vào bản hợp đồng chuyên nghiệp đầu tiên cùng CLB chủ sân Parc des Princes chỉ 1 năm sau đó.

### Arsenal
Tháng Hai năm 1997, ban lãnh đạo Arsenal đã đưa tiền đạo người Pháp cập bến Premier League với mức giá 500.000 bảng, như một "viên gạch mới" nhằm chuẩn bị cho những kế hoạch dưới triều đại tân HLV Arsene Wenger. Khoảng thời gian tiếp theo, chấn thương dài hạn của chân sút kỳ cựu Ian Wright trong mùa giải 1997/1998 đã tạo cơ hội cho Anelka gây ấn tượng với các CĐV sân Highbury. Ghi được tổng cộng 9 bàn thắng trên mọi đấu trường, mặc dù không phải một hiệu suất quá bùng nổ nhưng Anelka vẫn góp công lớn vào thành tích đoạt cú đúp danh hiệu Premier League và FA Cup của Pháo thủ.
Mùa bóng tiếp theo, Anelka thể hiện phong độ cực kỳ thuyết phục bằng 17 bàn thắng ở giải Ngoại hạng Anh (19 bàn trên mọi mặt trận). Tuy nhiên, Arsenal lại phải chấp nhận trắng tay trong cả mùa giải. Đây cũng là giai đoạn làm nảy sinh những mối mâu thuẫn giữa Anelka với mọi người tại sân Highbury, từ ban huấn luyện, ban lãnh đạo cho đến các CĐV. Thậm chí, ngay cả giới truyền thông Anh cũng trở thành chủ đề chỉ trích của Anelka khi anh cho rằng báo giới xứ sở sương mù chính là nguyên nhân khiến mình cảm thấy bất hạnh. Hệ quả, mặc dù giành được danh hiệu cá nhân Cầu thủ trẻ xuất sắc nhất mùa, thế nhưng Anelka vẫn phải đón nhận vô số ánh nhìn thiếu thiện cảm từ phía dư luận, cộng thêm một biệt danh: "Le Sulk", có nghĩa là "Cậu bé dỗi hờn".
Dù chỉ thi đấu cho Arsenal 2 mùa giải và rời "Pháo thủ" khi mới 20 tuổi nhưng anh vẫn đứng thứ 29 trong top "50 Huyền thoại Arsenal" do người hâm mộ bình chọn.

### Real Madrid
Mùa hè năm 1999, Real Madrid mua Anelka từ Arsenal với giá 22.300.000 bảng Anh. Tin này đã gây sốc cho nhiều người, vì đó là giá tiền lớn cho một cầu thủ mới chỉ 20 tuổi. Hơn 22 triệu bảng cho một cầu thủ trước đó được Arsenal mua về với giá chỉ 500.000 bảng.
Trong suốt 5 tháng đầu tiên khoác áo đội bóng Hoàng gia, Anelka hoàn toàn tịt ngòi. Đã vậy đến tháng 3 năm 2000, Anelka còn tiếp tục "dính chàm" khi bị đình chỉ thi đấu sau những cuộc cãi vã với HLV trưởng Vicente del Bosque. Mặc dù vậy, ngay khi vừa mới trở lại, anh đã lập tức đóng góp hai bàn thắng vô cùng quan trọng trong hai trận bán kết Champions League, qua đó giúp Los Blancos vượt qua Bayern Munich với tổng tỷ số 3-2, trước khi đánh bại Valencia 3-0 ở trận chung kết để vô địch châu Âu lần thứ 8.

### Manchester City
Mùa Hè năm 2002, Anelka quyết định lựa chọn Man City trở thành bến đỗ tiếp theo trong sự nghiệp của mình với phí chuyển nhượng 13 triệu bảng. Tại Manchester, Anelka nhanh chóng thể hiện được đẳng cấp của một tay săn bàn thượng thặng khi liên tiếp trở thành cầu thủ ghi bàn hàng đầu The Citizens trong hai mùa giải (2002/03, 2003/04). Tháng 10 năm 2004, cũng chính Anelka đã tự mình mang về quả phạt đền ở trận gặp Chelsea đồng thời ghi bàn thắng duy nhất khiến Jose Mourinho phải đón nhận thất bại đầu tiên trên cương vị HLV trưởng đội bóng thành London.

### Chelsea

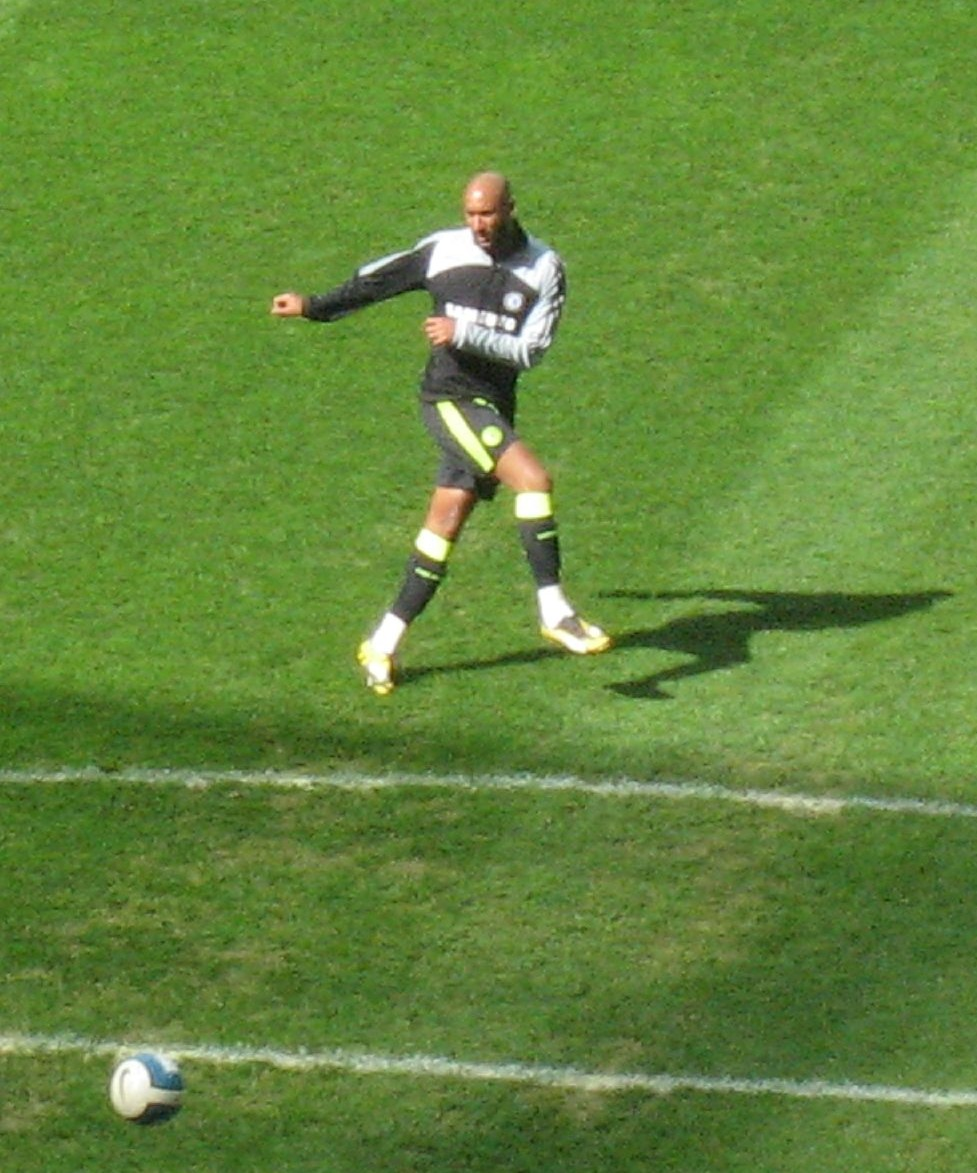
Anelka tập luyện trong màu áo Chelsea

#### Mùa giải 2007-08
Vào ngày 11 tháng 1 năm 2008, Anelka đã xác nhận sẽ gia nhập Chelsea với giá 15 triệu bảng. Anelka có màn ra mắt Chelsea trong trận đấu với Tottenham Hotspur vào ngày 12 tháng 1 năm 2008. Anh ghi bàn thắng đầu tiên cho Chelsea tại vòng 4 Cup FA trước Wigan. Anh đã ghi bàn thắng đầu tiên ở Premier League vào ngày 2 tháng 2 trước Portsmouth, nhưng tịt ngòi ở các trận đấu còn lại trong mùa giải 2007-08. Trong trận chung kết UEFA Champions League 2008, anh đã sút hỏng phạt đền trong loạt đá luân lưu khiến Chelsea phải nhìn Manchester United trở thành nhà vô địch.

#### Mùa giải 2008-09
Anelka đã có một mùa giải 2008-2009 thi đấu thành công trong màu áo Chelsea. Khi Drogba bị chấn thương đầu mùa, anh đã trở thành một tay săn bàn chủ lực của CLB. Anelka ghi 4 bàn vào lưới AC Milan trong trận giao hữu trước mùa giải. Ở giải Ngoại hạng Anh, Anelka lập 1 cú hat-trick vào lưới Sunderland vào ngày 1 tháng 11 năm 2008 và 2 cú đúp vào lưới Blackburn Rovers và West Brom sau đó. Bất chấp sự trở lại của Drogba, anh vẫn đóng vai trò quan trọng trong đội hình Chelsea. Sau sự xuất hiện của Guus Hiddink, Anelka thường được chơi ở cánh hơn. Hơn nữa, anh được xếp hạng trong số những cầu thủ ghi bàn hàng đầu Premier League. Anh lập một hat-trick khác trước Watford ở FA Cup để mang về cho Chelsea chiến thắng 3-1 tại Vicarage Road. Vào ngày 10 tháng 5, anh ấy đã ghi một bàn thắng và thiết lập một bàn thắng khác trong chiến thắng 4-1 trên sân khách trước Arsenal. Anelka đã không ăn mừng bàn thắng mà anh ấy ghi được trong trận đấu này, vì anh tiết lộ "anh vẫn còn yêu Arsenal". Kết thúc mùa giải, anh ghi được tổng cộng 25 bàn thắng trên mọi đấu trường, trong đó có 19 pha lập công giúp anh đoạt danh hiệu Vua phá lưới Premier League đồng thời mang về chức vô địch FA Cup cho đội quân của HLV Guus Hiddink.

#### Mùa giải 2009-10

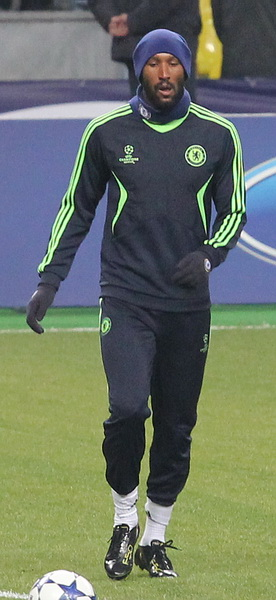
Anelka khởi động trước một trận đấu của Chelsea

Anelka dần dần chiếm được chỗ đứng trong tập thể đội bóng, anh đã được bố trí đá cặp với Didier Drogba trong sơ đồ chiến thuật 4-4-2 của huấn luyện viên Carlo Ancelotti trong mùa giải 2009-2010, cùng câu lạc bộ đoạt cú đúp danh hiệu Premier League và FA Cup mùa giải năm đó. Anelka đã ghi bàn thắng đầu tiên trong mùa giải trước đối thủ Fulham trong chiến thắng 2-0 tại Craven Cottage, trước khi tiếp tục phong độ tốt với bàn thắng mở tỉ số trong trận thắng 3-0 của Chelsea trước Burnley vào cuối tuần sau. Anh đã ghi bàn thắng thứ ba của mùa giải trong trận mở màn vòng bảng Champions League trong chiến thắng 1-0 trước Porto. Anelka đã ghi một trong những bàn thắng đẹp nhất mùa giải của anh trước APOEL ở Champions League với cú sút từ ngoài vòng cấm. Anelka đã ghi bàn thắng thứ ba trong mùa giải trước Liverpool tại Stamford Bridge trong chiến thắng 2-0 với bàn thắng thứ hai đến từ người đồng hương Florent Malouda. Anelka tiếp tục giữ thành tích ghi bàn tốt ở Champions League với bàn thắng duy nhất trong chiến thắng 1-0 trước Porto tại Estádio do Dragão, qua đó giúp Chelsea chỉ là đội bóng Anh thứ hai giành chiến thắng trên sân nhà của Porto. Anh tiếp tục ghi bàn trong mùa giải bằng cách ghi bàn thắng đầu tiên của Chelsea trong trận hòa 3-3 với Everton tại Premier League, bàn thắng đầu tiên của anh trong mùa giải kể từ tháng Mười. Anh tiếp tục với bàn thắng khác trong chiến thắng 2-1 của Chelsea trước Portsmouth.
Vào ngày 16 tháng 1 năm 2010, khi trở lại sau chấn thương, Anelka đã ghi hai bàn trong chiến thắng đáng kinh ngạc 7-2 trước Sunderland. Anh tiếp tục phong độ tốt này vào trận đấu tiếp theo ghi bàn trong một trận đấu Cúp FA với Preston North End, đưa số bàn thắng của anh trong bốn trận đấu trước đó lên năm bàn thắng. Sau sự trở lại của Didier Drogba từ CAN 2010, Anelka đã chơi ở cánh để hỗ trợ đồng đội. Anelka đã ghi bàn thắng đầu tiên kể từ tháng 1 trong chiến thắng 1-0 trước câu lạc bộ cũ Bolton vào tháng 4 năm 2010, giúp Chelsea có khoảng cách bốn điểm trước đội đứng thứ hai Manchester United. Vào ngày cuối cùng của mùa giải, Anelka đã ghi hai bàn vào lưới Wigan Athletic trong chiến thắng 8-0, bao gồm bàn thắng đầu tiên của Chelsea ở phút thứ sáu, để giúp Chelsea giành chức vô địch Premier League thứ ba và lần đầu tiên sau bốn năm. Anelka (cùng với Ashley Cole) trở thành những cầu thủ đã giành danh hiệu Premier League với hai câu lạc bộ khác nhau. Vào ngày 24 tháng 6 năm 2010, Chelsea tuyên bố Anelka đã ký gia hạn thêm một năm cho hợp đồng hiện tại của anh và sẽ ở lại câu lạc bộ cho đến năm 2012.

#### Mùa giải 2010-11
Anelka bắt đầu mùa giải 2010-11 với phong độ tốt cho Chelsea. Anh kiến tạo bàn thắng cuối cùng cho Florent Malouda trong trận gặp West Brom vào ngày khai mạc mùa giải Premier League, lập cú đúp trong trận đấu tiếp theo với Wigan Athletic, sau đó ghi bàn từ chấm penalty trước Stoke City trong trận đấu thứ ba của Chelsea trong mùa giải. Anh tiếp tục phong độ tốt đẹp này trong trận đấu Champions League đầu tiên của Chelsea, ghi bàn trong hiệp một trước MŠK Zilina. Những bàn thắng tiếp theo trước Marseille và Spartak Moscow đảm bảo đây là mùa giải đầu tiên kể từ khi chơi cho Paris Saint-Germain, anh đã ghi được ít nhất bốn bàn thắng trong một mùa giải Champions League. Vào ngày 19 tháng 10, trong trận đấu vòng bảng Champions League của Chelsea với Spartak, Anelka tiếp tục phong độ ghi bàn ấn tượng của mình tại Champions League, ghi bàn thắng thứ hai của trận đấu và bàn thắng thứ 50 của anh cho Chelsea ở phút thứ 43 của trận đấu. Anh kết thúc mùa giải 2010-11 với 16 bàn thắng sau 45 lần ra sân trên mọi đấu trường.

#### Mùa giải 2011-12
Anelka đã ghi bàn thắng đầu tiên của Chelsea trong mùa giải 2011-12 với West Brom trong chiến thắng 2-1 ở Premier League. Tuy nhiên, đây chính là bàn thắng cuối cùng của Anelka cho Chelsea, khi anh không tìm được mành lưới đối phương sau 14 lần ra sân vào cuối năm 2011. Vào ngày 3 tháng 12 năm 2011, sau chiến thắng 3-0 của Chelsea trước Newcastle United, HLV André Villas-Boas đã xác nhận với phương tiện truyền thông rằng Anelka, cùng với trung vệ Alex, đã gửi yêu cầu chuyển nhượng đến câu lạc bộ và sẽ được tự do rời Chelsea vào tháng 1. Vào ngày 12 tháng 12, Chelsea xác nhận Anelka sẽ gia nhập câu lạc bộ Trung Quốc Shanghai Shenhua và mức lương của anh sẽ cao tới 175.000 bảng mỗi tuần. Zhu Jun, chủ sở hữu của Shanghai Shenhua, xác nhận câu lạc bộ của ong ấy đã ký một thỏa thuận với Anelka trong Weibo của mình vào ngày 12 tháng 12 năm 2011. Thỏa thuận này sau đó đã được cả hai câu lạc bộ chính thức công bố và được hoàn tất cùng ngày.
Anelka sau đó tiết lộ rằng anh đã bị buộc rời khỏi Chelsea bởi HLV Andre Villas-Boas vì trước khi anh bị cấm sử dụng bãi đậu xe của đội một, anh cũng buộc phải sử dụng phòng thay đồ riêng và phải xuống tập luyện với đội trẻ. Tổng cộng, Anelka đã ghi 59 bàn cho Chelsea sau 184 lần ra sân.

### West Bromwich Albion
Anelka trở lại nước Anh vào hè năm 2013 để khoác áo West Brom với hợp đồng 1 năm, kèm theo điều khoản cho phép gia hạn một năm nữa. Đây là hợp đồng tự do vì Anelka lúc này không không có ràng buộc với CLB nào. West Brom vì thế không mất một xu phí chuyển nhượng tiền đạo này. Tuy nhiên, West Brom không tiết lộ thêm về mức lương họ trả cho chân sút người Pháp. Bản hợp đồng với West Brom đánh dấu sự trở lại của Anelka với giải Ngoại hạng Anh sau gần hai năm vắng mặt.
Ngày 23 tháng 8 năm 2013, chỉ 49 ngày sau khi ký hợp đồng với West Brom, Anelka đã dọn sạch đồ đạc khỏi CLB và thông báo với lãnh đạo West Brom rằng anh muốn giải nghệ, vì trầm cảm sau cái chết của người đại diện thân thiết Eric Manasse. Tuy nhiên, sau các cuộc nói chuyện với Steve Clarke - người khi đó còn là HLV của West Brom, Anelka đã rút lại quyết định giải nghệ và trở lại thi đấu.
Tháng 12 năm 2013, sau khi ghi bàn vào lưới West Ham ở Premier League, Anelka đã ăn mừng bàn thắng bằng kiểu chào phát xít và có dụng ý kỳ thị người Do Thái. Vì scandal này Anelka bị LĐBĐ Anh (FA) phạt tiền 80.000 bảng và cấm thi đấu năm trận. West Brom cũng công bố chi tiết những điều kiện mà họ muốn Anelka phải chấp nhận để đổi lấy việc được bỏ án phạt nội bộ với tiền đạo này. Tuy nhiên Anelka đã viết trên Twitter bày tỏ quan điểm không thể chấp nhận với các điều kiện đó và công khai ý nguyện thôi hợp đồng với CLB. Ngày 15 tháng 3 năm 2014, BLĐ West Brom quyết định đuổi việc Anelka vì tội hành xử lỗ mãng.

## Sự nghiệp quốc tế
Ở cấp độ trẻ, Anelka chơi cho U-20 Pháp tại Giải vô địch U-20 thế giới năm 1997, và ra mắt ĐTQG trong trận hòa không bàn thắng với Thụy Điển vào ngày 22 tháng 4 năm 1998. Anelka không được lựa chọn cho đội hình tham dự World Cup 1998 mà Pháp vô địch, nhưng nhanh chóng trở thành lựa chọn hàng đầu trong chiến dịch vòng loại Euro 2000. Anh ghi bàn thắng trong chiến thắng 3-2 của Pháp trước Nga ngay trong trận đấu quốc tế đầu tiên ở một giải chính thức và ghi cả hai bàn thắng trong chiến thắng 2-0 trước Anh tại sân vận động Wembley vào tháng 2 năm 1999. Anelka xuất hiện lần đầu tiên ở một giải đấu lớn tại Euro 2000, mà Pháp tiếp tục vô địch. Anh cũng là một phần của đội hình giành FIFA Confederations Cup 2001. Mặc dù có một khởi đầu đầy hứa hẹn, Anelka đã đánh mất vị trí ở đội tuyển quốc gia từ năm 2001 đến 2007 vì không thi đấu ổn định ở cấp câu lạc bộ, chủ yếu vì anh thường xuyên chuyển câu lạc bộ trong giai đoạn này. Khi tiền đạo Djibril Cissé rút lui trước thềm World Cup 2006 vì chấn thương, tiền đạo Sidney Govou của Lyon được triệu tập lên làm người thay thế Cissé thay vì Anelka.
Anelka vào sân thay người ở vòng loại Euro 2008 trong trận đấu với Litva vào ngày 24 tháng 3 năm 2007 và ghi bàn thắng duy nhất trong chiến thắng 1-0. Sau màn trình diễn của mình, Anelka đã được HLV Raymond Domenech khen ngợi: "Đó là Nicolas mà tôi muốn thấy ... khi anh ấy thể hiện những phẩm chất này, anh ấy sẽ là một ứng cử viên sáng giá cho một vị trí chính thức." Anh cũng ghi bàn trong chiến thắng 2-0 trước Ukraine vào ngày 2 tháng 6 năm 2007.
Anelka có tên trong đội hình tuyển Pháp tham dự Euro 2008 tại Áo và Thụy Sỹ. Anelka ra sân ngay từ đầu trong trận mở màn của Pháp với Romania, nhưng do thi đấu mờ nhạt, anh bị thay ra sau 72 phút. Anh không có tên trong đội hình xuất phát ở cả hai trận đấu còn lại của Pháp với Hà Lan và Ý, nhưng được thay vào sân trong cả hai trận đấu nói trên.
Anelka đã đóng một vai trò quan trọng trong trận lượt đi play-off vòng loại World Cup 2010 của Pháp với Cộng hòa Ireland tại Dublin. Anh đã ghi bàn thắng duy nhất ở phút 72, giúp Pháp thắng 1-0 và nắm lợi thế với một bàn thắng trên sân khách. Pháp sau đó đã vượt qua vòng loại với trận hòa 1-1 trên sân nhà, nhưng bàn gỡ hòa của Les Bleus gây tranh cãi vì pha chơi bóng bằng tay trước đó của Thierry Henry.
Ở World Cup 2010, Anelka bị đuổi về nước sau khi lăng mạ HLV Raymond Domenech trong giờ nghỉ giữa hiệp trận thua 0-2 trước Mexico. Ban đầu anh bị Domenech chỉ trích về màn trình diễn kém thuyết phục trên sân, Anelka được cho là đã nói: "Va te faire enculer, sale fils de pute", có nghĩa là, "Ông chỉ là thứ con hoang của đồ đĩ điếm." Vụ việc được báo chí Pháp đưa tin, và cầu thủ này từ chối công khai xin lỗi khi được chủ tịch Liên đoàn bóng đá Pháp (FFF) Jean-Pierre Escalettes yêu cầu. Với việc Anelka từ chối xin lỗi, ban huấn luyện cùng lãnh đạo FFF đã nhất trí đi đến quyết định đuổi anh khỏi đội bóng. Ngày hôm sau, toàn bộ đội bóng do đội trưởng Patrice Evra dẫn đầu đã từ chối vào sân tập luyện để phản đối việc FFF đuổi Anelka về nước. Anelka sau đó đã bị FFF treo giò 18 trận ở ĐTQG cho scandal của anh. Điều này khiến cơ hội trở lại ĐTQG của Anelka coi như chấm dứt. Tuy nhiên cầu thủ này tuyên bố sẽ "chết vì quá buồn cười" với lệnh cấm 18 trận, vì anh đã quyết định giã từ sự nghiệp quốc tế sau World Cup năm đó. Anelka cũng cho rằng quyết định cấm thi đấu 18 trận ở đội tuyển quốc gia đối với anh chỉ là một màn kịch để FFF đỡ mất mặt.

## Thống kê sự nghiệp
| #  | Ngày                 | Địa điểm                                               | Đối thủ          | Bàn thắng | Kết quả | Giải đấu                     |
| -- | -------------------- | ------------------------------------------------------ | ---------------- | --------- | ------- | ---------------------------- |
| 1  | 10 tháng 10 năm 1998 | Sân vận động Luzhniki, Moskva, Nga                     | Nga              | 1–0       | 3–2     | Vòng loại Euro 2000          |
| 2  | 10 tháng 2 năm 1999  | Sân vận động Wembley, Luân Đôn, Anh                    | Anh              | 1–0       | 2–0     | Giao hữu                     |
| 3  | 10 tháng 2 năm 1999  | Sân vận động Wembley, Luân Đôn, Anh                    | Anh              | 2–0       | 2–0     | Giao hữu                     |
| 4  | 6 tháng 6 năm 2000   | Sân vận động Mohamed V, Casablanca, Maroc              | Maroc            | 4–1       | 5–1     | Giao hữu                     |
| 5  | 16 tháng 8 năm 2000  | Sân vận động Vélodrome, Marseille, Pháp                | FIFA XI          | 5–0       | 5–1     | Giao hữu                     |
| 6  | 30 tháng 5 năm 2001  | Sân vận động Daegu, Daegu, Hàn Quốc                    | Hàn Quốc         | 3–0       | 5–0     | FIFA Confederations Cup 2001 |
| 7  | 9 tháng 11 năm 2005  | Sân vận động Pierre-Aliker, Fort-de-France, Martinique | Costa Rica       | 1–2       | 3–2     | Giao hữu                     |
| 8  | 11 tháng 10 năm 2006 | Sân vận động Auguste Bonal, Sochaux, Pháp              | Quần đảo Faroe   | 3–0       | 5–0     | Vòng loại Euro 2008          |
| 9  | 24 tháng 3 năm 2007  | Sân vận động Darius và Girėnas, Kaunas, Litva          | Litva            | 1–0       | 1–0     | Vòng loại Euro 2008          |
| 10 | 2 tháng 6 năm 2007   | Stade de France, Saint-Denis, Pháp                     | Ukraina          | 2–0       | 2–0     | Vòng loại Euro 2008          |
| 11 | 13 tháng 10 năm 2007 | Tórsvøllur, Tórshavn, Quần đảo Faroe                   | Quần đảo Faroe   | 1–0       | 6–0     | Vòng loại Euro 2008          |
| 12 | 1 tháng 9 năm 2008   | Stade de France, Saint-Denis, Pháp                     | Serbia           | 2–0       | 2–1     | Vòng loại World Cup 2010     |
| 13 | 10 tháng 10 năm 2009 | Stade de France, Saint-Denis, Pháp                     | Quần đảo Faroe   | 4–0       | 5–0     | Vòng loại World Cup 2010     |
| 14 | 14 tháng 11 năm 2009 | Croke Park, Dublin, Cộng hòa Ireland                   | Cộng hòa Ireland | 1–0       | 1–0     | Vòng loại World Cup 2010     |

## Danh hiệu

### Câu lạc bộ
Arsenal
- Premier League: 1997–98
- FA Cup: 1997–98
- FA Community Shield: 1998

Real Madrid
- UEFA Champions League: 1999–00

Paris Saint-Germain
- UEFA Intertoto Cup: 2001

Fenerbahçe
- Süper Lig: 2004–05

Chelsea
- Premier League: 2009–10
- FA Cup: 2008–09, 2009–10
- FA Community Shield: 2009
- UEFA Champions League: 2011–12

#### Juventus
- Serie A: 2012–13

### Quốc tế

#### U-18 Pháp
- UEFA European Under-19 Championship: 1997

#### Pháp
- UEFA Euro: 2000
- FIFA Confederations Cup: 2001

### Cá nhân
- Cầu thủ xuất sắc nhất tháng Premier League: tháng 2 năm 1998, tháng 11 năm 2008
- PFA Team of the Year: 1999, 2009
- vua phá lưới Premier League: 2008–09
- Cầu thủ trẻ xuất sắc nhất năm của PFA: 1999
- Vua phá lưới Cúp FA: 2009